# Fronleichnamsbasilika (Krakau)
Die Fronleichnamsbasilika (polnisch Bazylika Bożego Ciała) in Krakau ist eine römisch-katholische Kirche an der ul. Bożego Ciała  26 im Stadtteil Kazimierz südlich der Krakauer Altstadt.

## Geschichte
Die Fronleichnamsbasilika wurde um 1340 von Kasimir III. dem Großen in der auf einer Weichselinsel südlich der Altstadt neue angelegten Stadt Kazimierz als Pfarrkirche gestiftet. Die Kirche wurde ab 1385 im Stil der Backsteingotik von den Baumeistern Mikołaj Czipser und Jan Czipser ausgebaut und 1405 vollendet. Im selben Jahr holte Ladislaus II. Jagiełło einige Kanoniker aus dem Augustiner-Chorherrenstift Glatz in der böhmischen Grafschaft Glatz, die ein Augustiner-Chorherrenstift in Kazimierz aufbauen sollten. Die Fassade der Kirche wurde erst um 1500 vollendet und der Glockenturm im manieristischen Stil von 1566 bis 1582 hinzugefügt. Das Kircheninnere wurde im 17. Jahrhundert barockisiert. 2005 wurde die Kirche zur Basilica minor erhoben.
In der Kirche sind unter anderem der Heilige Stanisław Kazimierczyk und der Florentiner Bartolomeo Berrecci, der bedeutendste polnisch-italienische Architekt der Hochrenaissance, bestattet.

## Kunstwerke
In der Kirche befinden sich zahlreiche gotische, Renaissance- und barocke Kunstwerke, unter anderem die Krakauer Madonna von Lucas Cranach dem Älteren.

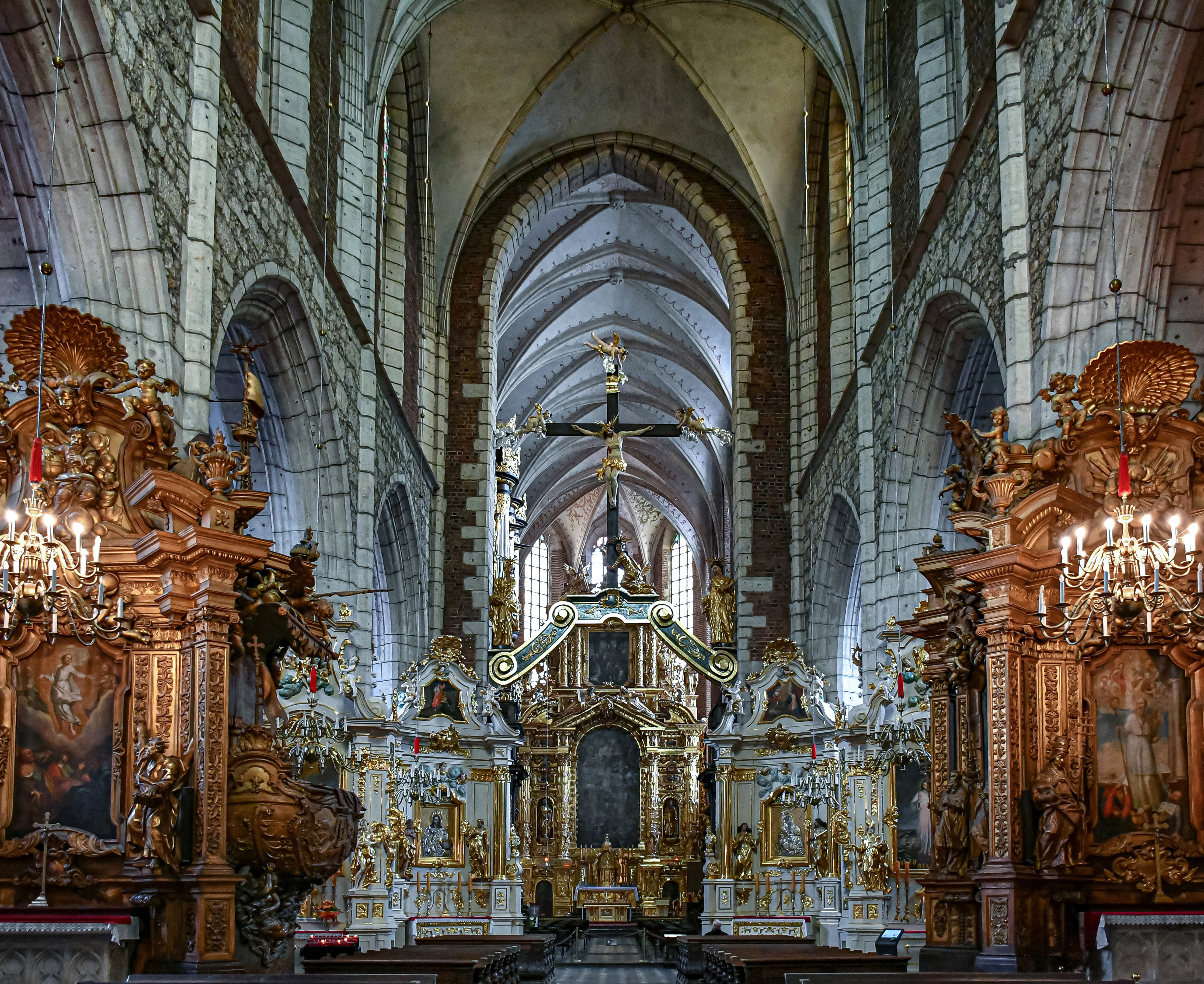
Das Mittelschiff
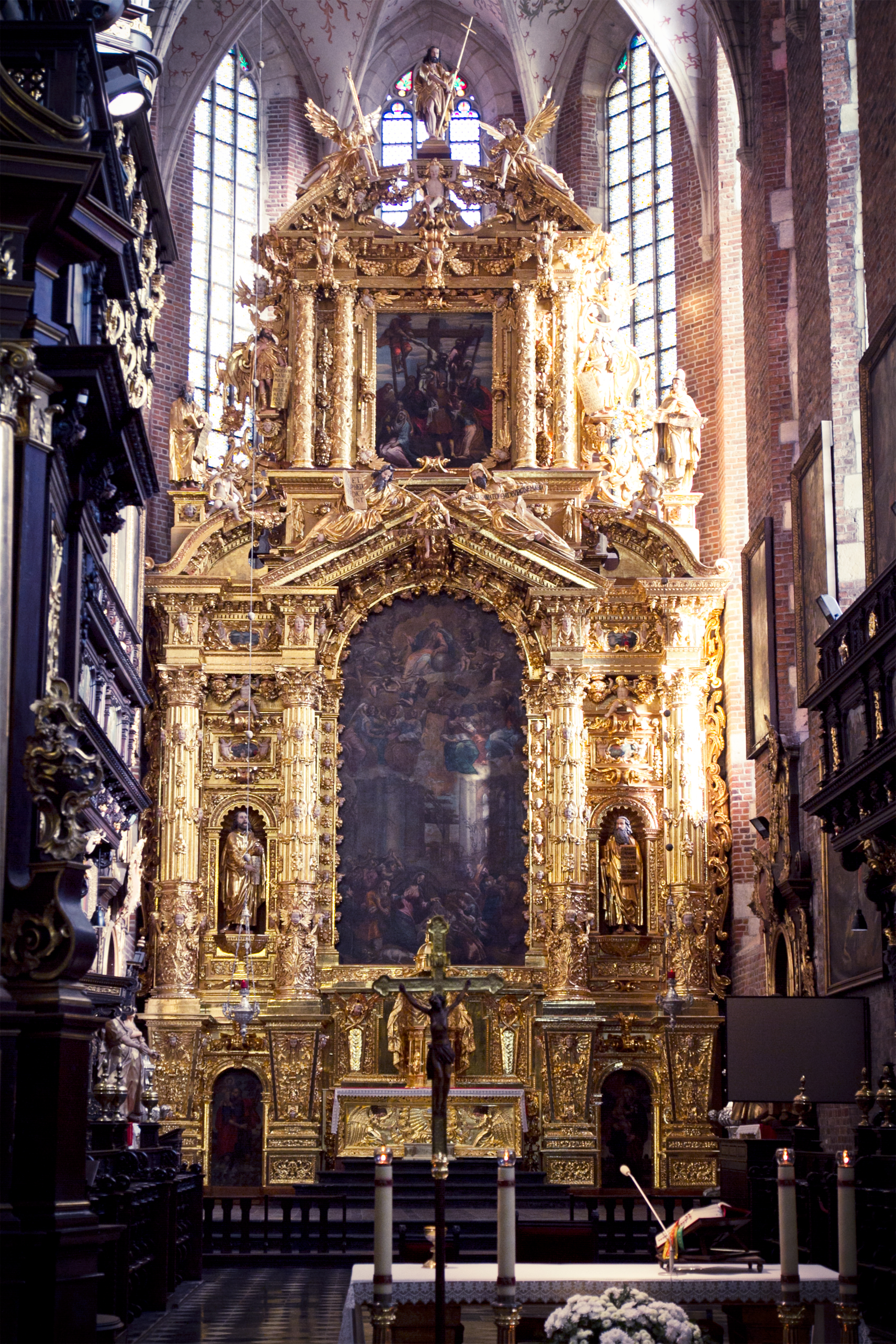
Hauptaltar
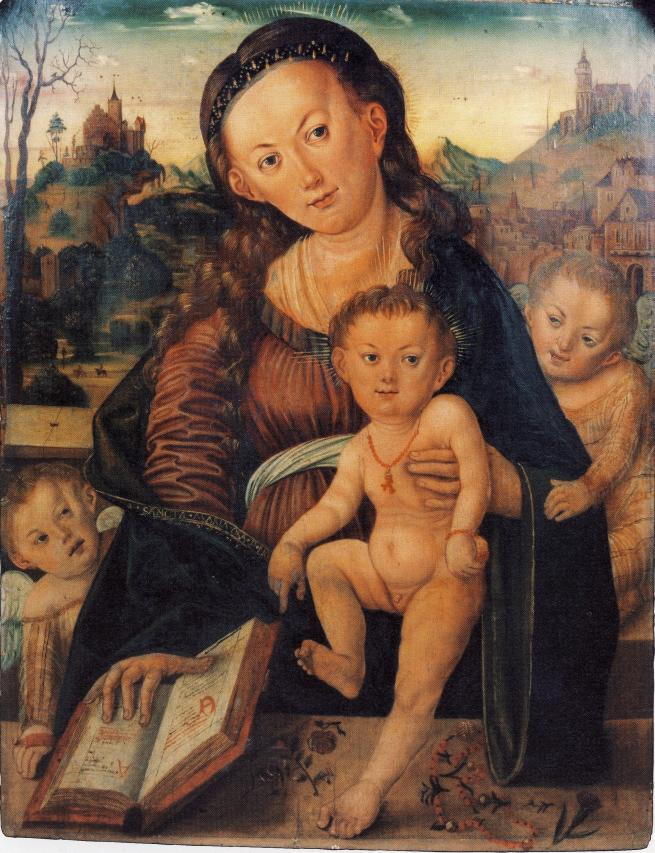
Krakauer Madonna von Cranach